# Liemers

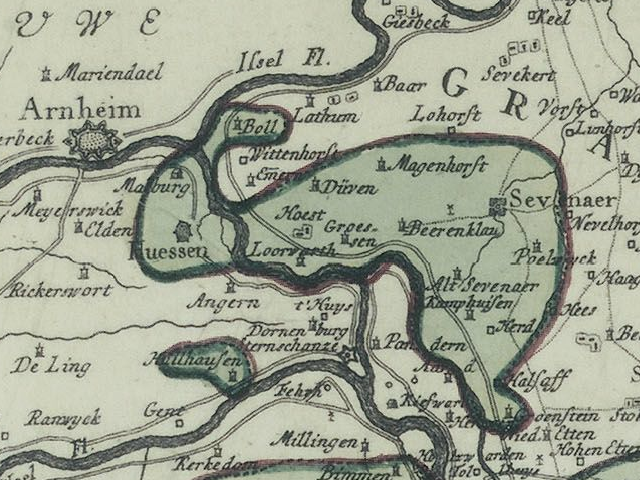
Die Liemers im Kartenbild, 1777

Die Liemers im Kartenbild

Die Liemers ist eine Region im niederländisch-deutschen Grenzgebiet zwischen den Städten Arnheim und Emmerich. Das Gebiet wird vom Rhein, IJssel und Oude IJssel (Issel) umschlossen.

## Geschichte
Im Mittelalter und in der Frühen Neuzeit war die Liemers ein Amt im äußersten Nordwesten des Herzogtums Kleve. Der östliche Teil der Liemers gehörte zur geldrischen Grafschaft Bergh. 1816 wurde der klevische Teil der Liemers an den niederländischen Staat abgetreten. Kulturell zeichnen sich die Liemers und das benachbarte, ursprünglich ebenfalls klevische Huissen durch einige Besonderheiten aus, wie beispielsweise das Dominieren der katholischen Konfession und die Zugehörigkeit zum niederfränkischen Dialektgebiet (u. a. Kleverländisch), im Gegensatz zum benachbarten, größtenteils protestantischen und zum niedersächsischen Sprachbereich gehörenden Achterhoek.

## Heutige Ausdehnung

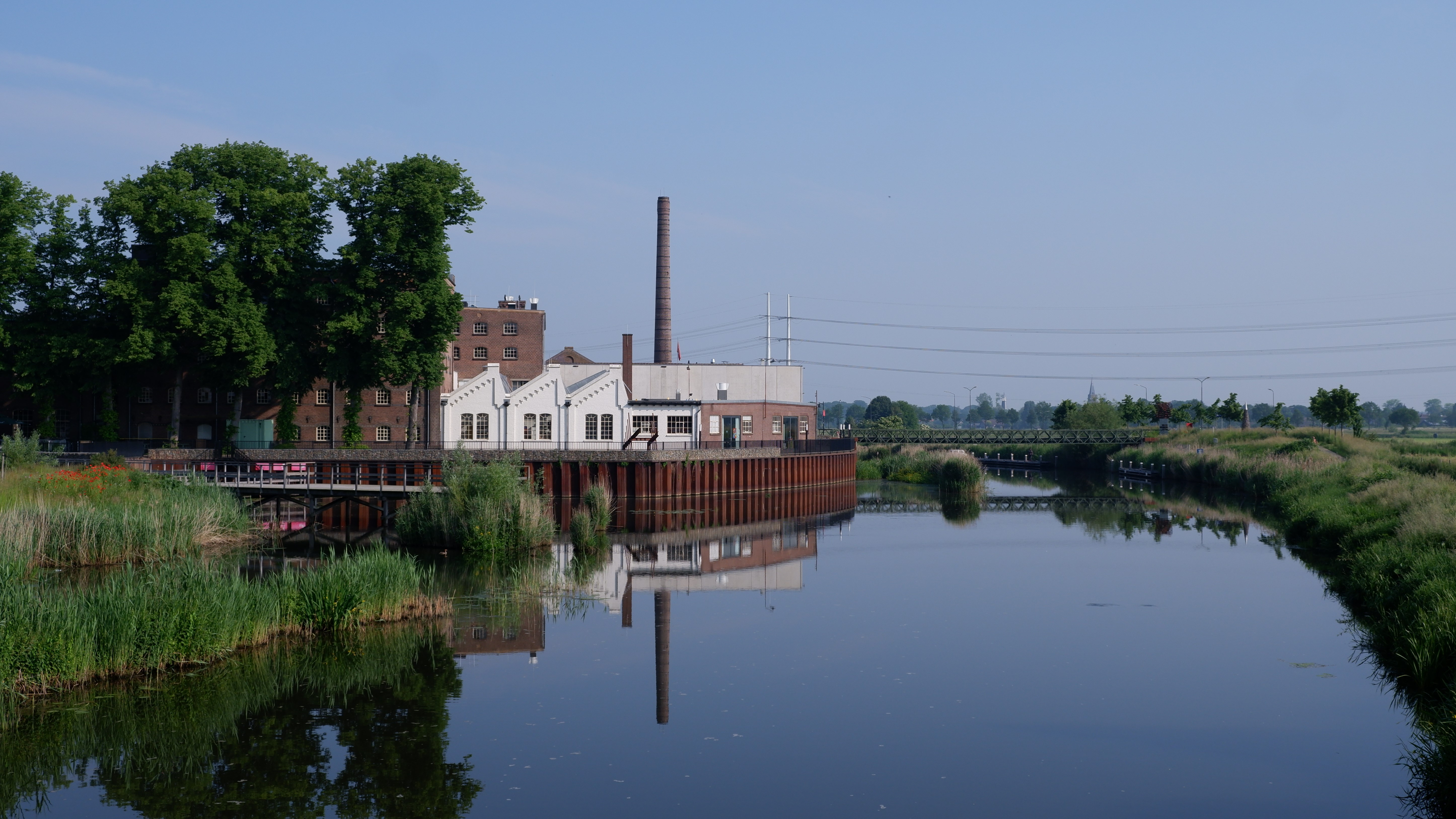
Der Grenzfluss Oude IJssel. Links des Flusses (und des Bildes) liegt Ulft mit dem DRU Industriepark.

Zur Liemers zählen die Orte Aerdt, Azewijn, Babberich, Beek, Braamt, Didam, Duiven, Etten, Gendringen, Giesbeek, Groessen, ’s-Heerenberg, Herwen, Kilder, Lengel, Loerbeek, Lobith, Loo, Megchelen, Netterden, Pannerden, Spijk, Stokkum, Tolkamer, Ulft, Varsselder, Wehl, Westervoort, Wijnbergen, Zeddam und Zevenaar.